# Джон Кесел
Джон Кесел (на английски: John Kessel) е американски писател на произведения в жанровете научна фантастика, фентъзи и хумор.

## Биография и творчество
Джон Джозеф Винсънт Кесел е роден на 24 септември 1950 г. в Бъфало, Ню Йорк, САЩ. Получава бакалавърска степен по физика и английска филологияот Университета на Рочестър през 1972 г., после получава магистърска степен по английска филология от Университета на Канзас през 1974 г. и докторска степен по английска филология от същия университет през през 1981 г. за изследване на творчеството на писателя Джеймс Гън.
От 1982 г. преподава на английска филология, а също организира програмата и преподава творческо писане в Държавния университет на Северна Каролина в Роли.
Първият му разказ е публикуван през 1978 г. За разказа си „Another Orphan“ е удостоен с наградата „Небюла“. Първият му роман „Freedom Beach“ в съавторство с Джеймс Патрик Кели е издаден през 1985 г.
Има множество номинации за престижните награди за научна фантастика.
Заедно с Джим Кели редактира няколко антологии с разкази, които преосмислят съвременния научнофантастичен разказ. Автор е на множество стати в списанията „Science Fiction Eye“, „The Los Angeles Times Book Review“, „The New York Review of Science Fiction“, „Science Fiction Age“, „The Magazine of Fantasy and Science Fiction“ и „Foundation“.
Бил е женен за Сю Хол, графична дизайнерка, с която има дъщеря – Ема. После се жени за писателката Терез Ан Фаулър.
Джон Кесел живее със семейството си в Роли, Северна Каролина.

## Произведения

### Самостоятелни романи
- Freedom Beach (1985) – с Джеймс Патрик Кели
- Good News from Outer Space (1989)
- Corrupting Dr Nice (1997)
- Ninety Percent of Everything (2001) – с Джеймс Патрик Кели и Джонатан Летем
- The Moon and the Other (2017)
- Pride and Prometheus (2018)

### Новели
- Some Like It Cold (1995)
- Stories for Men (2002) – награда „Джеймс Типтри“

### Разкази
частично
- Crosswhen #1 (comic) (1978) – с Тери Лий
- The Silver Man (1978)
- Animals (1980)
- Another Orphan (1982) – награда „Небюла“
- Nebula Awards
- The Big Dream (1984)
- The Pure Product (1986)
- Judgment Call (1987)
- Mrs Schummel Exits a Winner (1988)
- Invaders (1990)
- Buffalo (1991) – награда „Теодор Стърджън“ и „Локус“
- The Moral Bullet (1991) – с Брус Стърлинг
Моралният куршум, прев. Иван Попов
- The Franchise (1993)
- The Miracle of Ivar Avenue (1996)
- Gulliver at Home (1997)
- Every Angel Is Terrifying (1998)
- Ninety Percent of Everything (1999) – с Джеймс Патрик Кели и Джонатан Летем

### Сборници
- Meeting in Infinity (1992)
- The Pure Product (1997)
- The Baum Plan for Financial Independence (2008)

### Екранизации
- 2007 Masters of Science Fiction – ТВ сериал, 1 епизод по разказа „A Clean Escape“